# Плавський заказник
Пла́вський зака́зник — ботанічний заказник місцевого значення в Україні. Розташований у межах Сарненського району Рівненської області, неподалік від села Кам'яне.
Площа 600 га. Статус присвоєно згідно з рішенням Рівненського облвиконкому від 22.11.1983 року № 343 (зі змінами рішення облвиконкому № 98 від 18.06.1991 року). Перебуває у віданні: Кам'янська сільська рада, ДП СЛАП «Рокитнівський держспецлісгосп» (Сновидовицьке л-во, кв. 5, вид. 1, 3, 4, 14-36, 39, 41).
Статус присвоєно для збереження частини лісо-болотного масиву в долині річки Плав. Територія багата ягідниками журавлини болотної. Місце гніздування журавлів сірих, що занесені до Червоної книги України.